# 至上女声组合
至上女声组合（英語：The Supremes）是一个美国女子音乐组合，是1960年代摩城唱片旗下的头牌艺人，于1959年在密歇根州底特律组建，最初的名字为。她们是摩城旗下在商业上最成功的组合，也是至今美国最成功的歌唱团体，在公告牌百强单曲榜上共有12首冠军单曲。她们大部分热门歌曲都出自摩城的创作兼制作团队霍兰-多泽-霍兰之手。至上女声在60年代中期达到事业巅峰，在全球的流行度能与披头士乐队比肩。她们的成功为将来节奏布鲁斯和灵魂乐领域的非裔美国人进入主流铺平了道路。
该组合的创始成员为弗洛伦斯·巴拉德、瑪麗·威爾森、戴安娜·罗斯和贝蒂·麦克格伦。1960年，芭芭拉·马丁取代了麦克格伦；1962年，马丁离队，而罗斯、巴拉德和威尔森自此成为了一个三重唱组合。在1960年代中期，至上女声以罗斯为主唱取得了主流商业成功。1967年，摩城主席把该组合更名为戴安娜·罗斯与至上女声组合（Diana Ross & the Supremes），并让辛迪·伯德松取代巴拉德。1970年，罗斯为追求个人事业而退出，她的位置由琴·特雷尔代替，组合的名字也改回原样。1972年后，至上女声的成员经常变动，最终于1977年解散。

## 历史

### 1958年至1964年
1958年，初中生弗洛伦斯·巴拉德与男子歌唱组合的两位成员保羅·威廉斯和艾迪·肯德里克斯相遇。巴拉德会唱歌，而威廉姆斯的女友贝蒂·麦克格伦也会。的经理人决定组建一个相对应的女子组合取名为。巴拉德招入了她最好的朋友瑪麗·威爾森，威尔森又让自己的同学戴安娜·罗斯加入。这个新成立的女子组合翻唱雷·查尔斯和漂流者组合等艺人的歌曲，在底特律地区的社交场合和才艺秀上演出，吸引了一批当地歌迷。在赢得了一个重要的才艺竞赛后，她们希望能录制唱片。摩城唱片主管贝里·戈迪听了试音后认为她们太年轻缺乏经验，鼓励她们高中毕业后再来尝试。同年的晚些时候，她们为鲁派唱片录制了和B面曲，发行了单曲，但没有取得成功。紧接着麦克格伦在订婚后退出组合，当地女孩芭芭拉·马丁取代了她的位置。
为了加入摩城冉冉升起的明星们，该组合在每天放学后去戈迪的录音室给他留下印象。最终，戈迪允许她们在其他摩城艺人如马文·盖伊和玛丽·威尔斯的歌中贡献拍手或背景和声。1961年1月，戈迪终于同意签下这些女孩，但条件是她们必须改掉组合的名字。此时已与奥蒂斯·威廉姆斯与陌生人组合（Otis Williams & the Distants）合并，之后也与摩城签约更名为誘惑合唱團。戈迪给了巴拉德一系列新名字供选择，巴拉德选了“至上女声”。1月15日，更名后的组合与摩城唱片正式签约。1962年，马丁因结婚而退出组合。自此至上女声成为一个三重唱团体。
从1961年到1963年，该组合发行了8张单曲，但无一成为热门曲目。她们最早的音乐主要由戈迪或史摩基·羅賓森创作及制作。1963年12月，单曲在公告牌百强单曲榜上达到第23位。这首歌是创作兼制作团队霍兰-多泽-霍兰为至上女声所作的诸多歌曲中的第一首。1963年末，戈迪选择戴安娜·罗斯为官方正式主唱。1964年，歌曲在美国流行乐榜上达到第一位，出乎她们的意料。这也是她们第一首进入英国榜的歌曲，达到第三位。紧接着的连续四首歌曲都成为了美国冠军单曲，分别是、和。获得了一个1965年葛莱美奖提名。

### 1965年至1977年
到1965年，至上女声已成为国际明星。她们举行了世界巡演，在外国也取得了和国内差不多的名声。到1966年末，她们有了更多冠军单曲。组合在那一年还发行了专辑。该专辑是第一张登顶公告牌二百强专辑榜的全女性团体专辑，把披头士的挤下榜首。
组合及摩城唱片内的人事问题使至上女声成员间的关系紧张。很多摩城旗下艺人认为戈迪为至上女声投入过多精力，尤其是为罗斯。1967年，组合的名字正式改为了“戴安娜·罗斯与至上女声组合”。罗斯成为了团体的焦点后，巴拉德感到自己被撇在一边。她开始酗酒增重，以至于舞台服装不再合身。巴拉德和罗斯的友谊和工作关系也开始渐渐紧张。尽管她们在1967年的第一季度有两首歌曲成为了冠军单曲，组合作为一个整体开始分崩离析。
1968年2月22日，在一系列的冲突后，巴拉德正式离开摩城唱片。随后她的个人事业没有成功，1971年起诉摩城和罗斯也遭遇失败，最终于1976年在穷困中突然去世，享年32岁。霍兰-多泽-霍兰团队也在1968年早期因版权和分红纠纷离开摩城，之后至上女声歌曲的质量开始下降。从1967年到1969年，她们发行的11首单曲中只有6首进入了榜单前20位，只有一首成为冠军单曲。整个音乐产业也发生了变化，走红的女性艺人如艾瑞莎·弗蘭克林的风格为根植于福音音乐的灵魂乐，而至上女声更偏流行的音乐不再受欢迎。到1969年，摩城唱片已开始为戴安娜·罗斯的单飞事业做打算。1969年11月，罗斯的离开被公之于众。
70年代的至上女声经历了多次人员变动，在初期产出了多首热门单曲。1972年，她们发行了单曲，这是该组合最后一首进入榜单前20位的歌曲。1977年6月12日，至上女声在伦敦杜鲁里街皇家剧院举办了告别演唱会后解散。

## 荣誉和影响

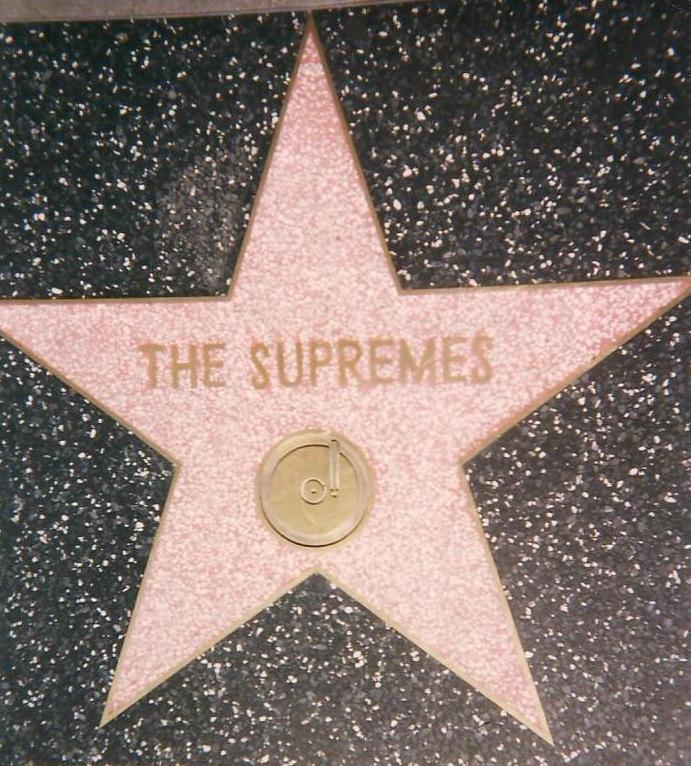
至上女声在好莱坞星光大道上的星星。

至上女声是最早取得完全、长期的跨种族成功的音乐团体之一，在黑人和白人群体中都非常受欢迎。该组合是最早在各大电视节目中获得常规性出场的黑人组合之一，尤其在埃德·沙利文秀上共演唱了17次。她们的成功为同时代的其他黑人团体如诱惑组合、四頂尖合唱團及杰克逊五人组进入主流铺平了道路。至上女声还是摇滚时代第一个以女性化形象塑造自己的黑人女性艺人。罗斯的歌声尖细沉静，突出女性的柔美，而不是像当时其他女艺人那样模仿男性组合的唱腔。她们在台上穿戴时尚的礼服和假发，妆容精致，配以摩城编排的优雅舞步。戈迪希望她们能消除黑人艺术家粗陋、低俗的公众形象，对黑人和白人市场都能产生吸引力。《时代杂志》和《底特律新闻》都称赞至上女声呈现的形象。她们也影响了许多黑人女子组合，如第三度空间、情绪组合、指针姐妹组合和天命真女等。
至上女声获得了两次葛莱美奖提名：最佳节奏藍調唱片（1965年的）和最佳当代摇滚团体的人声表现（1966年的），但从未赢得竞赛类奖项。她们的三首歌曲进入了葛莱美名人堂，分别是、和。和也入选了摇滚名人堂的“500首塑造了摇滚乐的歌曲”名单。罗斯-威尔森-巴拉德时期的至上女声于1988年进入摇滚名人堂，于1994年在好莱坞星光大道上留下一颗星，于1998年进入演唱组合名人堂。2004年，《滚石》杂志在“史上最伟大的艺人”榜单上将其列为第97位。

## 脚注
1. ↑  . Youtube.com.   [October 23, 2014]. （原始内容存档于2015-07-08）.
2. ↑  Fred Bronson: The Billboard Book of Number 1 Hits, page 265. Billboard Books, 2003.
3. 1 2 3 4 5  Unterberger, Richie."The Supremes". The Supremes have sold over 100 million records to date. Their catalog remains active 50 years later. Allmusic. Retrieved on July 4, 2008.
4. 1 2 3 4  Wilson et al., 29–36.
5. ↑  Wilson et al., 49.
6. ↑  Wilson et al., 51.
7. ↑  Wilson et al., 53–56.
8. 1 2  .   [2015-01-24]. （原始内容存档于2015-05-05）.
9. ↑  Wilson et al., 69.
10. 1 2  Wilson et al., 69–71.
11. ↑  Wilson et al., 62.
12. ↑  Wilson et al., 57.
13. ↑  Wilson et al., 58.
14. ↑  Wilson et al., 84–85.
15. ↑  Wilson et al., 81.
16. ↑  Benjaminson, 27.
17. 1 2  "The Supremes （页面存档备份，存于）". The Rock and Roll Hall of Fame and Museum, 1988. Retrieved on July 21, 2008.
18. ↑  Slonimsky, Nicolas & Kuhn, Laura Diane. Baker's Biographical Dictionary of Musicians. Schirmer Books, 2001. 3539. ISBN 0-02-865527-3
19. ↑  Bronson, Fred. Billboard's Hottest Hot 100 Hits: Top Songs and Song Makers, 1955 to 2000. Billboard Books, 2000. 25. ISBN 0-8230-7738-1
20. ↑  Adrahtas, 361.
21. ↑  Wilson et al., 141.
22. 1 2  Wilson et al., 141–143.
23. ↑  Wilson et al., 147.
24. ↑  "The Supremes:Singles". AllMusic. Retrieved on July 25, 2008.
25. ↑  "The Grammy Hall Of Fame Award （页面存档备份，存于）". grammy.com. Retrieved on July 24, 2008.
26. ↑  Rivera, Ursula. The Supremes. Rosen Central, 2002. 19. ISBN 0-8239-3527-2
27. ↑  Smith, Suzanne E. Dancing in the Street: Motown and the Cultural Politics of Detroit. Harvard University Press, 2001. 76. ISBN 0-674-00546-5
28. ↑  "The Supremes become the first all-female band to have a No.1 hit album 的存檔，存档日期2008-10-03.". National Arts and Education Network. Retrieved on July 17, 2008.
29. ↑  Leigh, Wendy. "Queen of the Supremes before Diana Ross （页面存档备份，存于）". Daily Mail, May 22, 2008. Retrieved on August 4, 2008.
30. ↑  Knight, Jack.  "Ex-Supreme rejected in Motown suit". Detroit Free Press, October 29, 1971.
31. ↑  Benjaminson, 113.
32. ↑  Benjaminson, 190.
33. ↑  Benjaminson, 168.
34. ↑  Boehm, Mike. "How sweet it is: Motown hit-makers eye Broadway （页面存档备份，存于）". Los Angeles Times, April 15, 2007. Retrieved on July 17, 2008.
35. ↑  . UNT Digital Library.   [October 23, 2014]. （原始内容存档于2014-10-23）.
36. 1 2  Yusuf, Nilgin. "The Supremes on show （页面存档备份，存于）". Telegraph (UK), April 26, 2008. Retrieved on August 4, 2008.
37. ↑  Kooijman, Jaap.  "From elegance to extravaganza the Supremes on The Ed Sullivan Show as a presentation of beauty （页面存档备份，存于）". Velvet Light Trap [on accessmylibrary.com], March 22, 2002. Retrieved on July 4, 2007.
38. ↑  Ebony 1965，第86頁.
39. ↑  Chin et al., 48.
40. ↑  Skurow, Andrew.The Supremes (2000 album). CD boxed set liner notes appendix, 2007. New York: Motown Record Co./Universal Music.
41. ↑  "Grammy Hall of Fame Awards （页面存档备份，存于）". Grammy.com, 2007. Retrieved April 27, 2007.
42. ↑  "The Rock and Roll Hall of Fame's 500 Songs That Shaped Rock and Roll (by artist) 的存檔，存档日期2007-05-14.". Rock and Roll Hall of Fame, 2007. Retrieved on April 27, 2007. .   [2008-03-14]. （原始内容存档于2007-05-14）.
43. ↑  "The Immortals: The First Fifty （页面存档备份，存于）". Rolling Stone, Issue 946, March 24, 2004. Retrieved on July 4, 2004.